# 放浪美利堅
《放浪美利堅》（英語：The Great American Outdoors），是香港MakerVille製作的旅遊節目，由梁彥宗主持，於2023年4月8日至6月10日，逢星期六 20:00－20:30 在ViuTV播出。

## 每集一覽
| 集數 | 播映日期 | 主題                               | 遊覽地點 |
| 1    | 4月8日   | 阿拉斯加冰川(I)                    | 安克雷奇參觀市集，位於Glenn Highway, Chickaloon的外帶咖啡專賣店MICA Mocha，馬塔奴斯卡冰川                                                    |
| 2    | 4月15日  | 阿拉斯加冰川(II)                   | 重返安克雷奇市集，根據當地人的建議到兩種野生動物：William Jack Hernandez Sport Fish Hatchery附近的帝王三文魚和到Kincaid Park看全世界最大的鹿 |
| 3    | 4月22日  | 阿拉斯加國家公園                   | 坐小型飛機到克拉克湖國家公園和自然保護區看灰熊，乘坐內陸機南下到西雅圖，克拉勒姆縣安吉利斯港                                                 |
| 4    | 4月29日  | 奧林匹克國家公園(I)                | 未被發展的海岸線Seashore Conservation Area State Park，生命之樹，Hoh River釣三文魚和硬頭鱒，森林隱世小屋下廚                                 |
| 5    | 5月6日   | 奧林匹克國家公園(II)               | 奧林匹克國家公園溫帶雨林內找「美國最寧靜的一平方吋」，乘坐內陸機南下到洛杉磯格里斐斯公園                                                     |
| 6    | 5月13日  | 全世界最巨大的一棵樹               | 美洲杉國家公園，在國家公園內的營地紮營過夜                                                                                                   |
| 7    | 5月20日  | 海峽群島國家公園                   | |
| 8    | 5月27日  | 全球最大藻類組成的海藻林           | |
| 9    | 6月3日   | 美國「最熱、最乾和最負海拔」的地方 | |
| 10   | 6月10日  | 荒漠露營車                         | |

## 外部連結
- ViuTV：放浪美利堅（節目重溫） （页面存档备份，存于）

## 電視節目的變遷
| 香港 ViuTV 星期六 20:00－20:30               | 香港 ViuTV 星期六 20:00－20:30              | 香港 ViuTV 星期六 20:00－20:30 |
| -------------------------------------------- | ------------------------------------------- | ------------------------------ |
|                                              | 放浪美利堅 （2023年4月8日－2023年6月10日）  |                                |
| 單車踩爆日本 （2023年1月14日－2023年4月1日） | 親子初度遊 （2023年6月17日－2023年8月19日） |                                |